# Alfred Schmidt
Alfred Schmidt (19. května 1931, Berlín – 28. srpna 2012, Frankfurt nad Mohanem) byl německý filozof.
Vystudoval historii, angličtinu, klasickou filologii, filozofii a sociologii na Goethově univerzitě ve Frankfurtu. Byl žákem Theodora Adorna a Maxe Horkheimera. Doktorát získal za práci Pojetí přírody v Marxovi.
Na frankfurtské univerzitě se roku 1972 stal profesorem filozofie a sociologie (od roku 1999 emeritním). Jeho základními tématy byla kritická teorie Frankfurtské školy, filozofie náboženství a filozofie Arthura Schopenhauera.
Byl členem Mezinárodního PEN klubu a čestným členem Schopenhauerovy společnosti.